# Dytiscus circumcinctus
Dytiscus circumcinctus är en skalbaggsart som beskrevs av Ahrens 1811. Dytiscus circumcinctus ingår i släktet Dytiscus och familjen dykare. Arten är reproducerande i Sverige. Inga underarter finns listade i Catalogue of Life.